# 中部楽器技術専門学校
中部楽器技術専門学校（ちゅうぶがっきぎじゅつせんもんがっこう）は、愛知県名古屋市にある楽器技術者を養成する専門学校。

## 概要
1980年（昭和55年）、ピアノ調律師養成校として開校し、1989年（平成元年）に現在の「中部楽器技術専門学校」に改称する。
2012年（平成24年）現在、発足当初のピアノ調律科に加え、管楽器リペア科、弦楽器製作科、楽器総合学科が併設され、ピアノ調律師、管楽器リペアマン、ギタークラフトマン、バイオリン技術者、楽器アドバイザーなどを養成している。
卒業後は楽器店・楽器商社・製造メーカー・修理工房などへの就職を斡旋している。

## 基礎データ

### 所在地
- 愛知県名古屋市昭和区阿由知通3-13-6

### アクセス
- 名古屋市営地下鉄鶴舞線・桜通線 御器所駅より徒歩で約3分。

## 学科

### 学科一覧
- 音楽サービス創造学科（3年）
- ピアノ調律科（2年）
- 管楽器リペア科（2年）
- 弦楽器製作科
  - ギタークラフトコース（2年）
  - バイオリン修理＆製作コース（2年）（募集停止）

### 研修
海外研修があるが年度により異なり下記は2011年（平成23年）度実績によるものである。
- ギタークラフトコース、楽器総合学科：中国・上海メッセ見学
- バイオリン修理＆製作コース：イタリア・クレモナ見学
- 全学科対象：ヨーロッパ工場見学など

## 設備
- ピアノ調律実習室
- 管楽器実習室
- 弦楽器実習室
- 木工加工室
- 塗装実習室
- 音楽ホール
- 湯の山研修センター